# Kościół San Giacomo dall’Orio
Kościół San Giacomo dall’Orio) – rzymskokatolicki kościół w Wenecji w dzielnicy (sestiere) Santa Croce, dedykowany św. Jakubowi Większemu Apostołowi. Administracyjnie należy do Patriarchatu Wenecji. Jest kościołem parafialnym parafii San Giacomo dall’Orio, wchodzącej w skład dekanatu S. Polo – S. Croce – Dorsoduro.
W wystroju wnętrza wyróżniają się XIV-wieczny drewniany strop w kształcie stępki oraz XII-wieczna kampanila w stylu bizantyńsko-weneckim. W kościele znajduje się kilka arcydzieł weneckiego malarstwa renesansowego, w tym obraz Lorenza Lotta Madonna z Dzieciątkiem i świętymi (znany też jako Najświętsza Maryja Panna z Dzieciątkiem pomiędzy Apostołami i Świętymi lub Madonna i czterej święci) w ołtarzu głównym.

## Historia

### Legendarne początki
Początki kościoła San Giacomo dall’Orio są owiane legendą: według niektórych miał być zbudowany w 555 roku (data poprawiona przez weneckiego historyka Marina Sanuda na 976 rok według kalendarza weneckiego); wg innego źródła powstał w VIII wieku (dokument Catastico di scritture, zachowany w archiwum parafialnym). Według jeszcze innych fundacja kościoła nastąpiła w ostatnich dekadach X wieku, z inicjatywy rodzin Campolo z Oderzo i Mula z Contrade, jako reakcja na potrzeby duchowe nowych mieszkańców obszaru Luprio (obecnie Orio), niedawno pozyskanego. Toponim „dell’Orio” jest przez niektórych uważany za zniekształcenie zwrotu „del lauro” („z drzewa laurowego”) i odnosi się do drzewa rzekomo rosnącego na miejscu, gdzie kościół został zbudowany. Inne teorie sugerują: ściągnięcie słów „dal” i „rio” (dla wskazania, iż fasada kościoła skierowana była w stronę kanału Rio de Sant’Agostino), zniekształcenie słowa luprio („bagno”, „teren podmokły”) lub rodzinę Orio (od nazwiska Aurii, udokumentowanego w Wenecji na przełomie X i XI wieku.

### Obecny kościół
Istnienie parafii San Giacomo dall’Orio jest potwierdzone w pierwszym, oficjalnym dokumencie z 1130 roku, którego sygnatariusz, Pietro Sulmulo, podpisał się jako proboszcz kościoła San Giacomo – „Sulmulo Petrus et pesbiter plebanus ecclesie Sancti Jacobi”. Kościół, doszczętnie zniszczony przez pożar, został przebudowany w 1149 roku, po czym całkowicie rozebrany i dzięki hojnej pomocy finansowej patrycjuszowskich rodzin Badoer i Da Mula odbudowany w ciągu 1225 roku jako bazylika w stylu bizantyńskim. Kolejna odbudowa miała miejsce po trzęsieniu ziemi w 1345 roku. W jej trakcie dobudowano transept, a korpus nawowy przekryto stropem w kształcie stępki. Nawy przebudowano w stylu gotyckim, również romańskie kapitele kolumn nawy głównej zostały zastąpione innymi, o wyraźnych cechach gotyckich. Przebudowano apsydę centralną, zaznaczoną na zewnątrz pilastrami i zwieńczoną drobnym łukiem arkadkowym. Z prawej strony, przed prezbiterium, zbudowano tzw. barco (chór zakonny). W 1566 roku do kościoła przeniesiono chrzcielnicę, wyburzając następnie mieszczący ją budynek, położony z lewej strony apsydy. Dwa lata później rozpoczęto tym miejscu budowę zakrystii. W 1568 roku przestrzeń pomiędzy dzwonnicą (wówczas nieprzylegającą do kościoła) a transeptem wypełniały domy duchowieństwa. Kolejne prace restauracyjne przeprowadzono w XVI wieku. W 1592 roku wyburzono barco, przenosząc ołtarz Krzyża. W tym samym roku scuola de devozion SS Sacramento nabyła kaplicę w prawej apsydzie, poddając ją następnie całkowitej przebudowie, zakończonej w 1604 roku. W 1764 roku rozebrano drewniane ołtarze San Sebastiano i Presepe; zbudowano nowy, kamienny ołtarz w prawym transepcie. Pomimo kolejnych przebudów kościół zachował nie tylko jednolity wygląd, ale także czysto bizantyński styl.

#### Po upadku Republiki Weneckiej
Na mocy dekretu napoleońskiego Królestwa Włoch z 5 czerwca 1805 roku (oraz kolejnych dekretów) zainicjowano w Wenecji proces kasat i przekształceń kościołów i klasztorów oraz zmian granic parafii. Kościół San Giacomo dall’Orio przetrwał jednak te niekorzystne zmiany, a jako parafialny powiększył nawet swój stan posiadania – pod jego jurysdykcją znalazły się kościoły: San Zan Degolà, San Stae, San Boldo i Sant’Agostin (dwa ostatnie zostały później wyburzone). W efekcie poruszenia, wywołanego zawaleniem się w 1902 roku dzwonnicy św. Marka, kościół San Giacomo dall’Orio został w 1903 roku poddany renowacji. W jej efekcie rozebrano położoną obok wejścia do transeptu XVI-wieczną scuolę San Giacomo. Celem tej rozbiórki było przywrócenie pochyłego dachu z prawej strony.

#### Czasy współczesne
Kościół San Giacomo dall’Orio położony jest poza tłumnie uczęszczanymi trasami turystycznymi, jednak plac przed nim ożywa w okresie karnawału poprzedzającego wielki post. Karnawał ten, skromny, lecz sugestywny, różni się zasadniczo od fiesty organizowanej na placu św. Marka.

## Historia parafii
Istnienie parafii San Giacomo dall’Orio jest potwierdzone w pewnym dokumencie z 1130 roku, którego sygnatariusz, Pietro Sulmulo, podpisał się jako proboszcz kościoła San Giacomo. Początkowo parafia związana była z konkatedrą San Pietro di Castello. Bullą papieża Innocentego III, skierowaną do patriarchy Grado Giovanniego Signale z 12 kwietnia 1200 roku parafia San Giacomo dall’Orio została przekazana patriarchatowi Grado z prawem mianowania proboszcza parafialnego. Jednocześnie była związana kościołem macierzystym San Silvestro, wenecką siedzibą patriarchy, co w latach 1216–1231 powodowało spory jurysdykcyjne. Ustały one z chwilą likwidacji patriarchatu Grado i włączenia go w 1451 roku do Patriarchatu Wenecji. Do 1807 roku kościół San Giacomo dall’Orio był kolegiatą, której kapitułę tworzyło trzech kapłanów, jeden diakon i jeden subdiakon. Dekrety napoleońskie spowodowały w latach 1807–1810 likwidację i koncentrację weneckich parafii. Parafia San Giacomo dall’Orio została połączona z parafią Sant’Ubaldo (wen. San Boldo). Jednocześnie wytyczono na nowo jej granice, poszerzając jej teren o część zniesionych parafii Sant’Agostino, San Giovanni decollato (San Zan degolà), Sant’Eustachio (San Stae) i San Simeone profeta (San Simeone grande); z kolei część pierwotnego terenu parafii San Giacomo dall’Orio została przekazana do tej ostatniej (która została zachowana) oraz do parafii San Cassiano. Od 1807 roku parafią zarządza proboszcz mianowany bezpośrednio przez patriarchalną Kurię Wenecką.

## Architektura

### Fasada główna
Fasada główna kościoła wychodzi na niewielki plac Campiello del Piovan, który z kolei graniczy z kanałem Rio de Sant’Agostin. Fasada tylko częściowo odpowiada szerokości nawy głównej, ponieważ z prawej strony znajduje się niewielki dom, służący jako mieszkanie proboszcza. Nad półkolistym łukiem, wieńczącym portal, znajduje się biały, kamienny posąg św. Jakuba Większego, pochodzący z XVII wieku. Na szczycie fasady widnieje żelazny krzyż patriarchalny z dwoma poprzecznymi belkami. Pod szczytem znajduje się okrągłe okno, poniżej, na bokach dwa okna, a pomiędzy nimi krzyż grecki, pochodzący prawdopodobnie z połowy XVI wieku. Podobne rozwiązania kompozycyjne charakteryzują również ściany zamykające oba ramiona transeptu.

### Apsydy
Trzy apsydy kościoła, wychodzące na Campo San Giacomo dell’Orio, cechuje stylistyczna dysharmonia. Apsyda centralna, datowana na XIII wiek, podzielona jest pionowo lizenami i zwieńczona ciągiem wiszących, ślepych arkad. Nad nimi znajduje się kolumnada, dodana podczas restauracji z 1903 roku. Apsydy boczne zbudowano później; tę po lewej stronie, zwaną Santissimo, zbudowano w ostatniej dekadzie XVI wieku, natomiast tę po prawej, zwaną Addolorata, w 1621 roku. W jej oknie znajduje się XVIII-wieczna, żelazna krata, o krzywiźnie dostosowanej do okrągłej ściany.

### Kampanila
Pierwotna kampanila została rozebrana w 1220 roku, ponieważ groziła zawaleniem. Obecna jest wynikiem odbudowy z 1225 roku. Została poważnie zniszczona w 1347 roku przez trzęsienie ziemi. W 1360 roku została odbudowana. Ma 44 wysokości i dzwony napędzane ręcznie. Stylistycznie przypomina kampanilę z bazyliki Santa Maria Assunta na wyspie Torcello. Wznosi się na planie kwadratu. Jej ściany są podzielone szerokimi lizenami, biegnącymi od podstawy aż do komory dzwonnej. Ta ostatnia otwiera się na wszystkie cztery strony kwadryforiami z podwójnymi kolumnami, zakończonymi kapitelami, na których wspierają się romańskie łuki. Nad nimi, pod płaskim dachem, biegnie fryz arkadkowy. Ściany wieży przepruto na różnych wysokościach niewielkimi monoforiami. W dolnej części dzwonnicy znajdują się dwa biforia. Pod nimi widnieje wykonana z greckiego marmuru płaskorzeźba, przedstawiająca św. Jerzego z włócznią i tarczą, datowana na okres między X lub XI wiekiem.

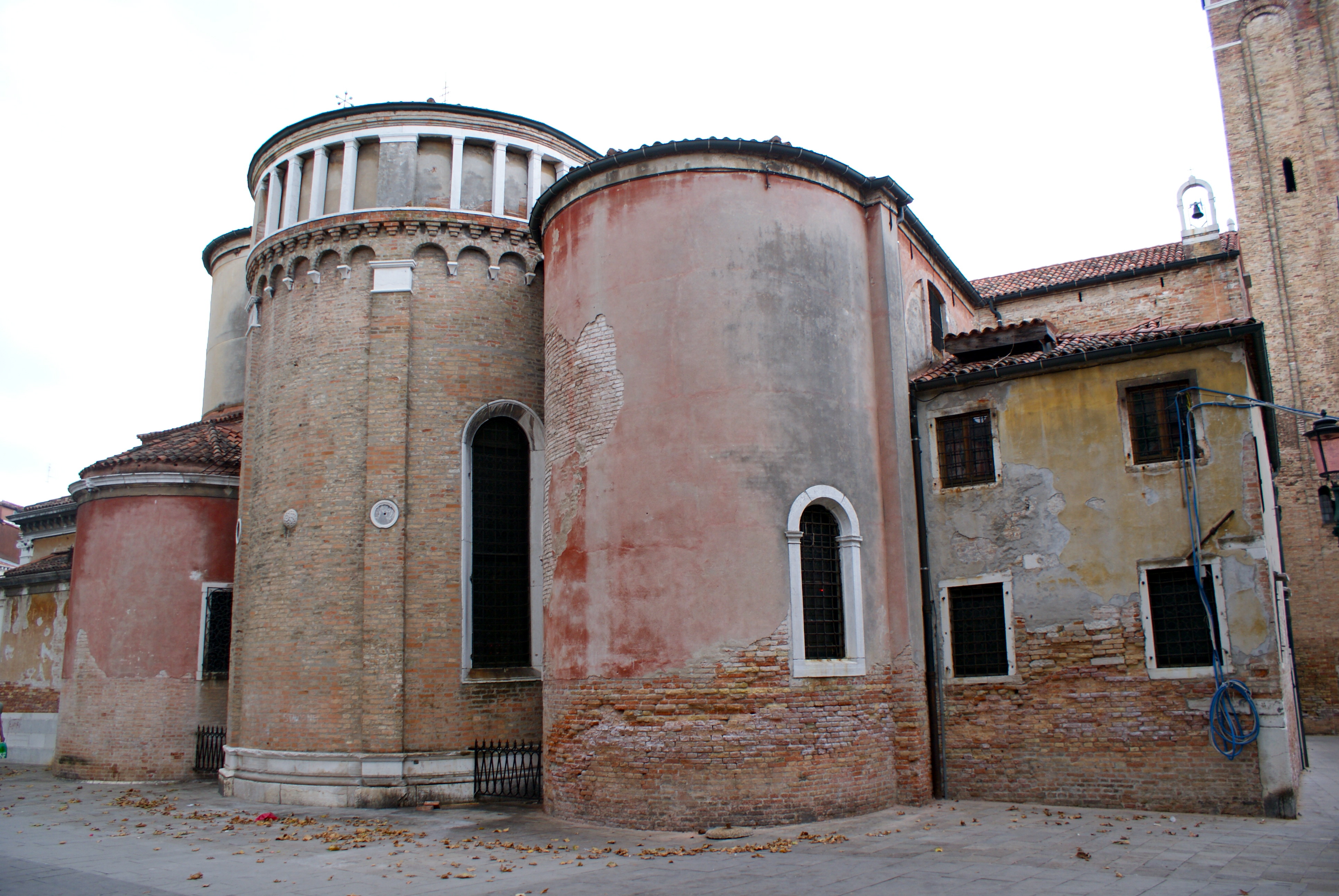
Apsydy
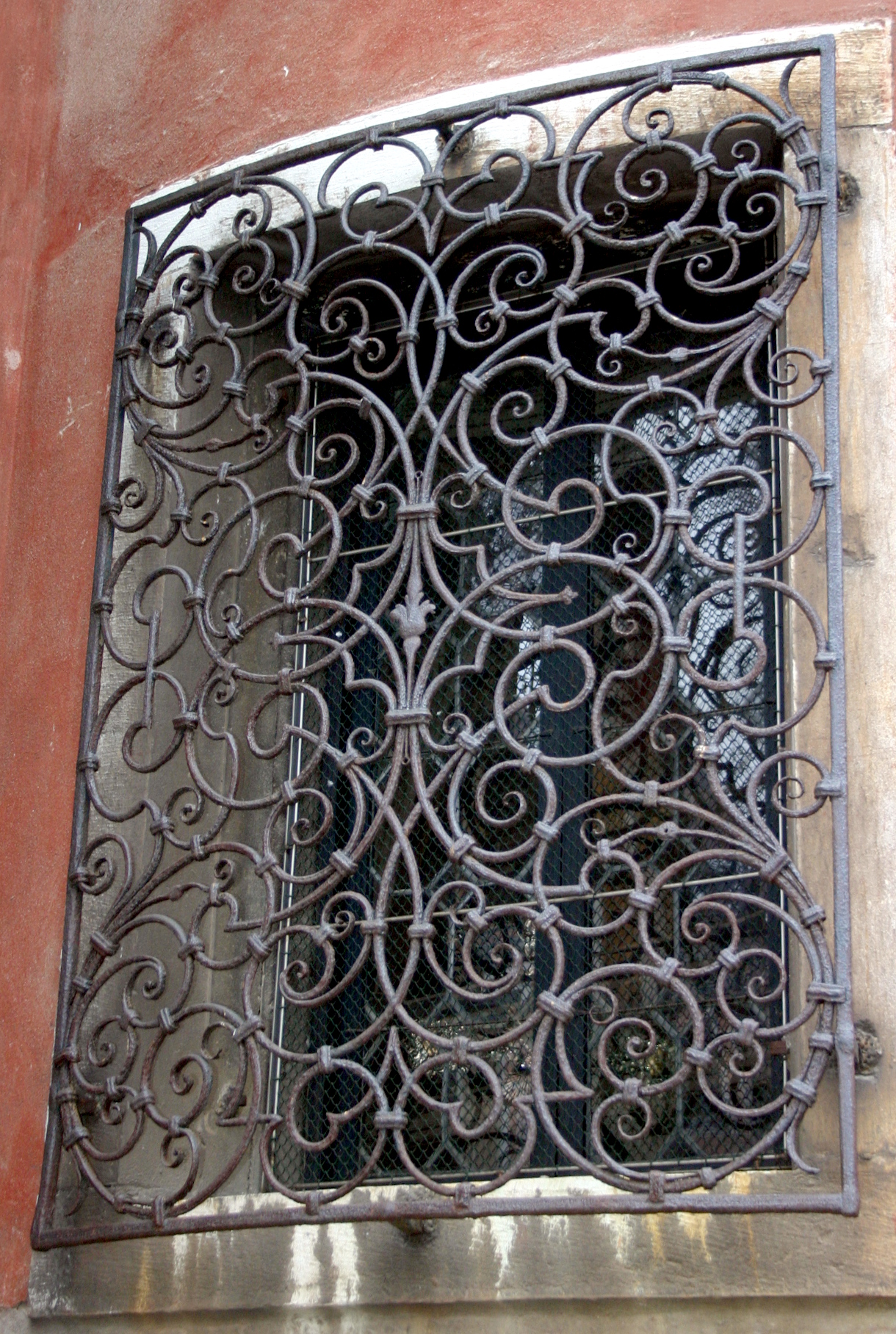
Ozdobna krata w oknie prawej apsydy
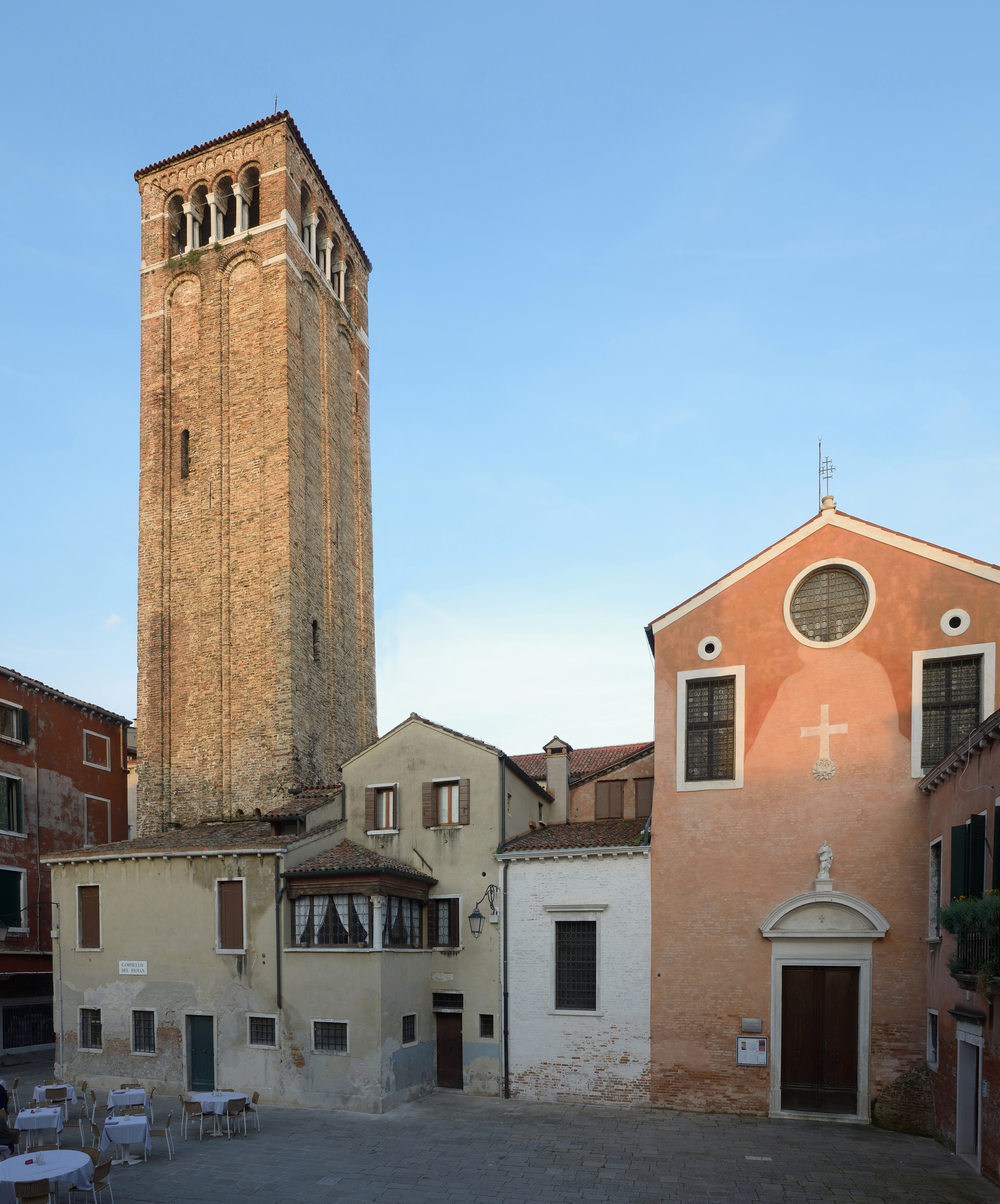
Fasada główna i kampanila
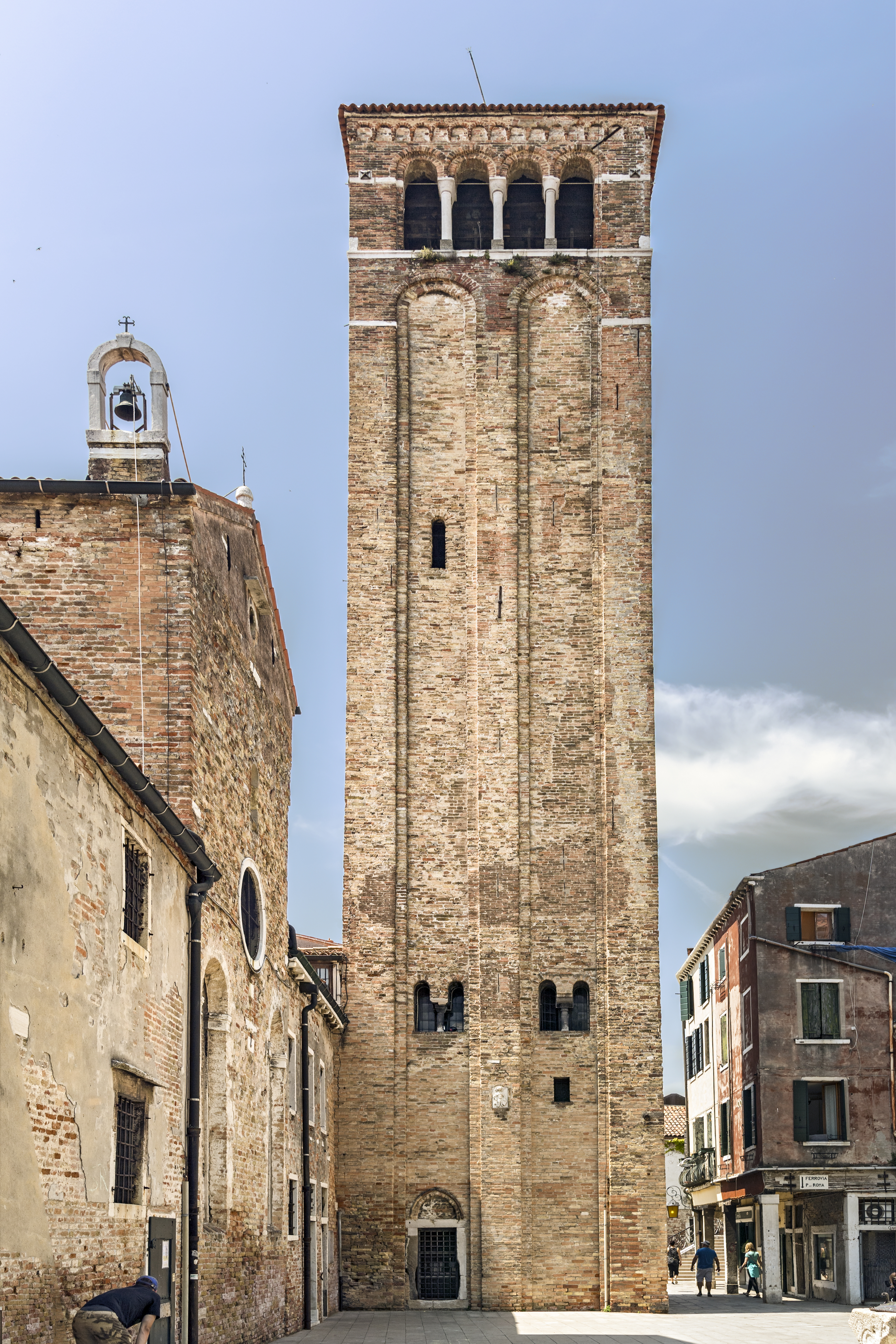
Kampanila i ściana zamykająca lewy transept
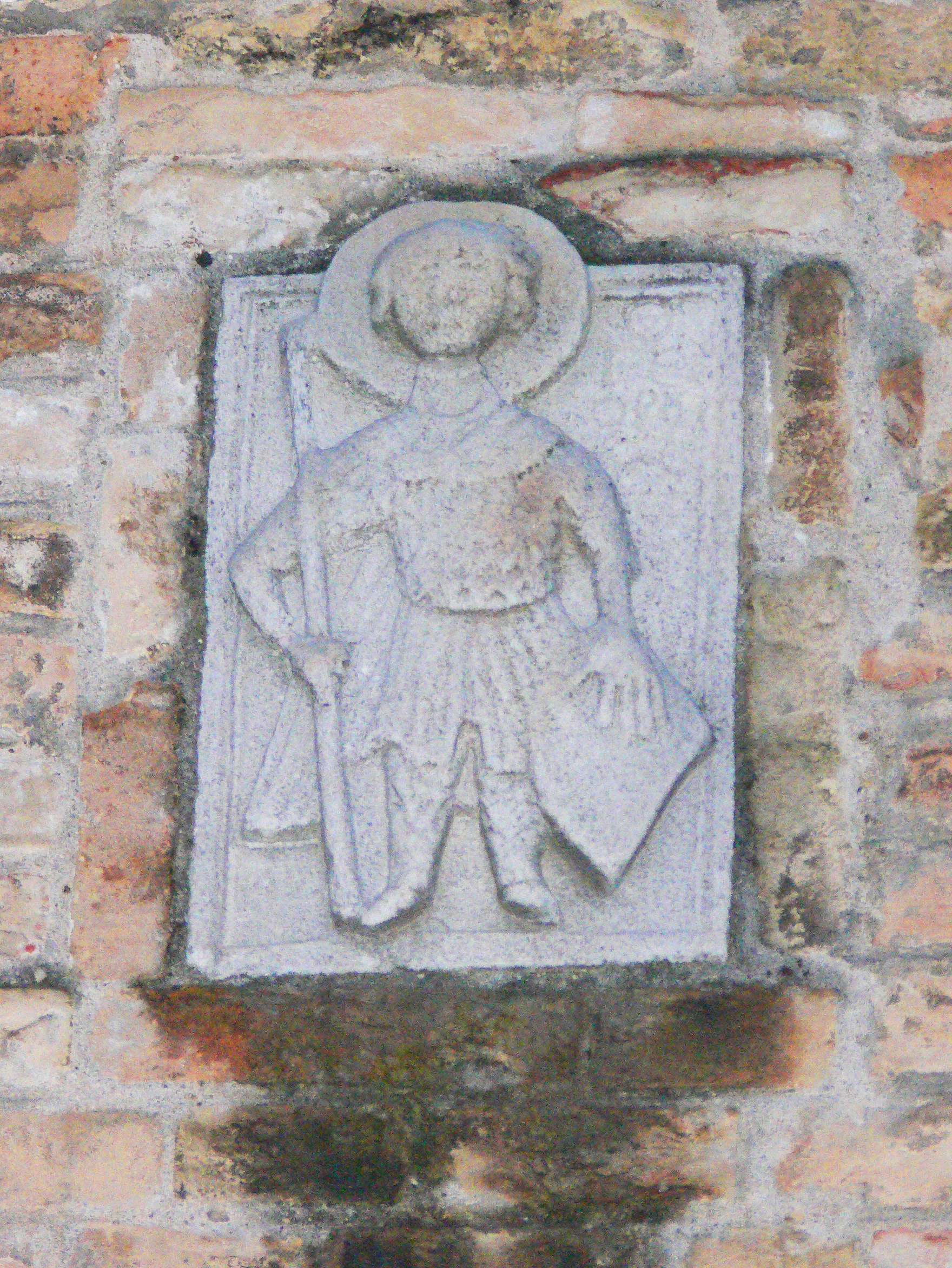
Płaskorzeźba Św. Jerzy

## Wnętrze

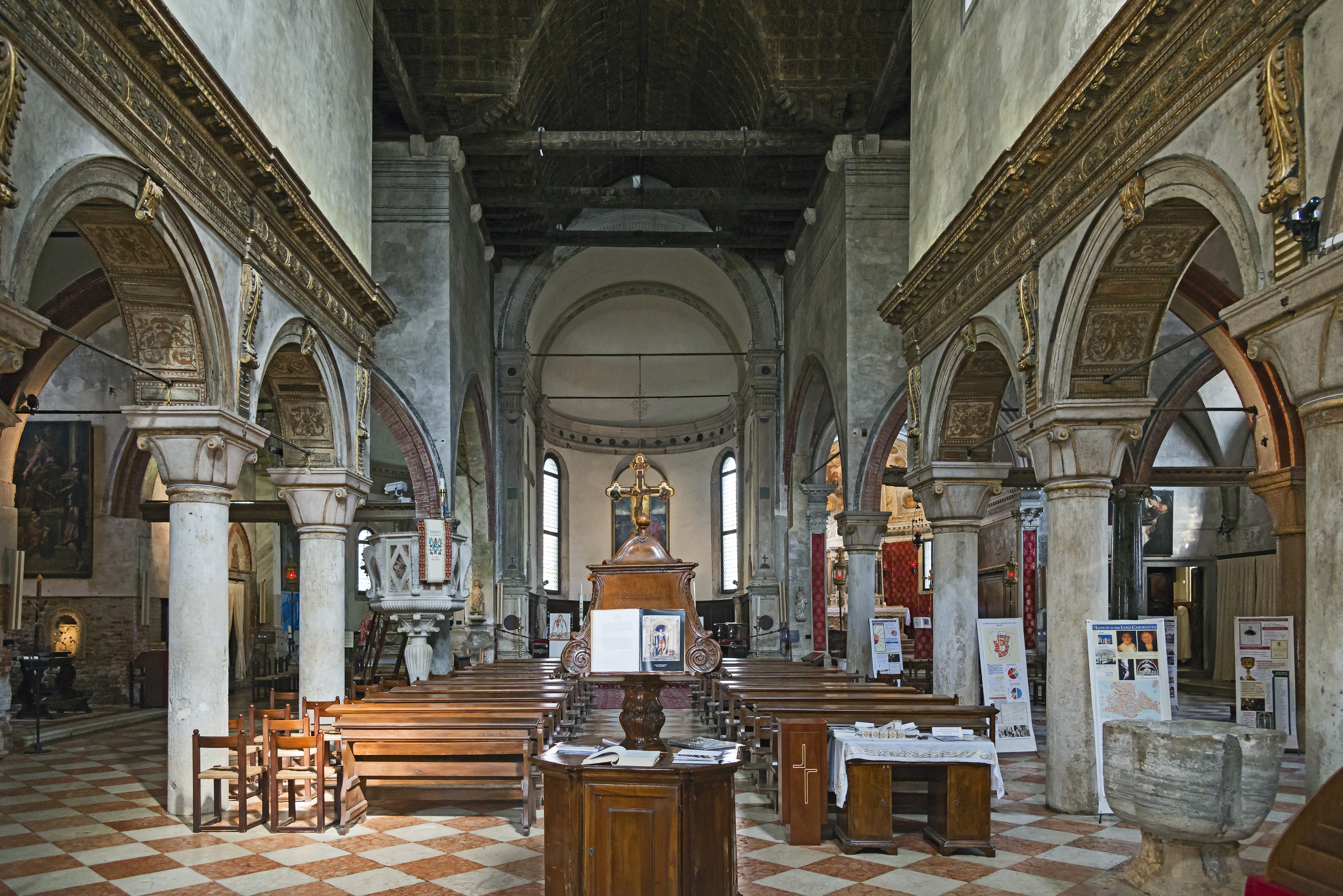
Wnętrze kościoła – widok w kierunku prezbiterium

Kościół San Giacomo dall’Orio jest zbudowany na planie krzyża łacińskiego jako trójnawowa bazylika. Jego archaiczny, surowy wygląd zewnętrzny kontrastuje z bogatym wystrojem wnętrza, zdominowanym przez drewniany strop. Nawę główną od naw bocznych oddzielają masywne, granitowe kolumny, po 5 z każdej strony, pozbawione baz (zgodnie z techniką budowli romańskich w regionie Laguny Weneckiej) i zwieńczone XIV-wiecznymi kapitelami, pozłocone na narożnikach. Nad półkolistymi łukami arkad nawy głównej ciągnie się drewniany gzyms, wyrzeźbiony w 1532 roku na wystającej belce. W 1903 roku został on odrestaurowany i uzupełniony o brakujące elementy.
Obszerny transept został dobudowany w epoce gotyku. Jest on nieregularny. Jego prawe ramię, otwierające się między drugą a trzecią kolumną, składa się z trzech naw, podczas gdy lewe ramię, między czwartą a piątą kolumną, zostało zredukowane do jednej nawy, a to z powodu istniejących już budynków (domu duchowieństwa, zakrystii, baptysterium, korytarza wyjściowego) dobudowanych w XVI i XVIII stuleciu. Transept stanowi specyficzny rys w architekturze kościoła. Jego lewe (północne) ramię widziane z zewnątrz wydaje się być wciśnięte w nawę boczną (z powodu wspomnianych budynków), podczas gdy ramię po przeciwnej stronie wychodzi poza obrys ściany.

### Dzieła sztuki
Korpus nawowy przykrywa charakterystyczny XIV-wieczny, drewniany strop w kształcie stępki. Podobne stropy znajdują się w kościołach Santo Stefano i San Polo.

#### Prezbiterium

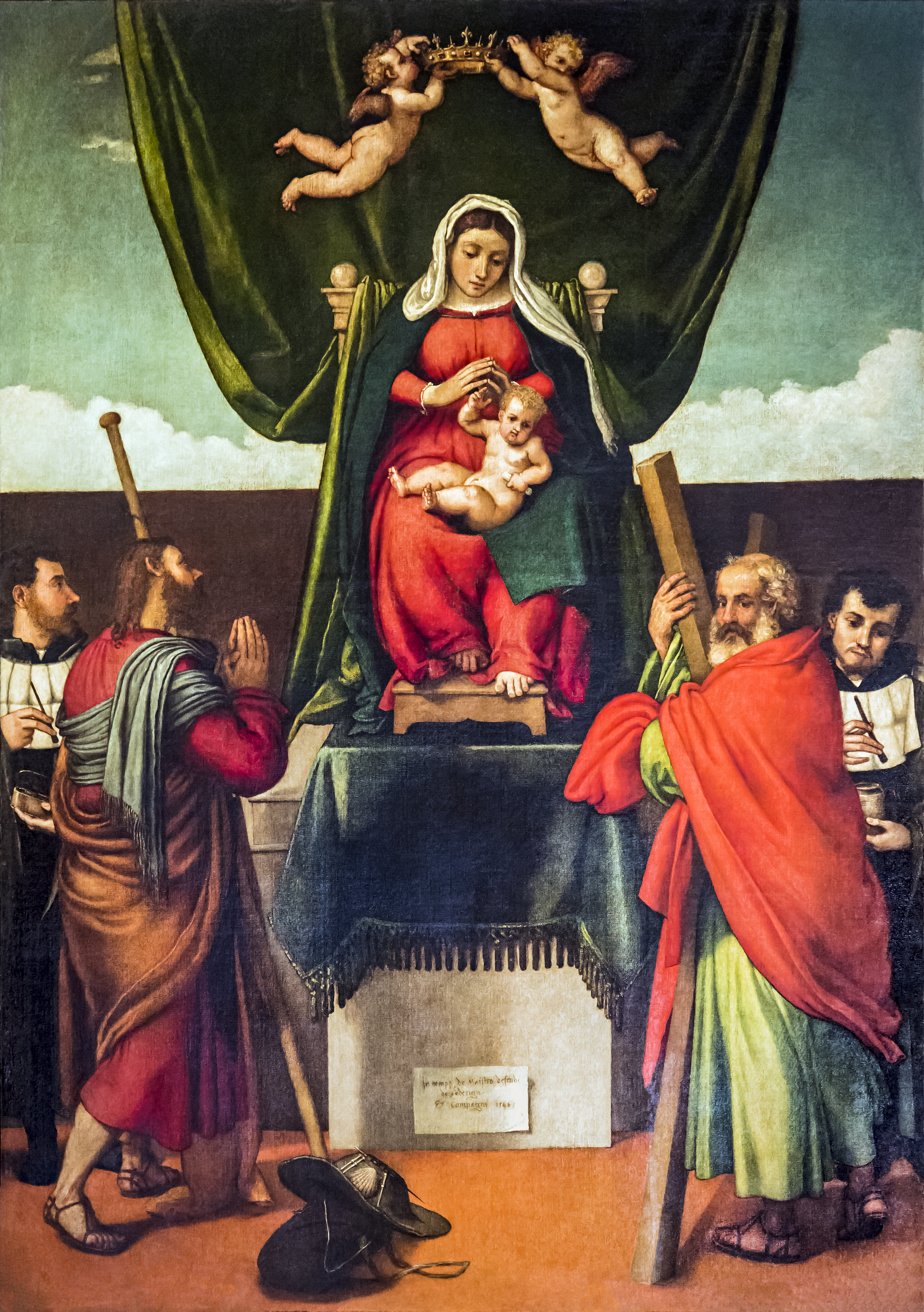
Lorenzo Lotto, Madonna z Dzieciątkiem i świętymi, 1546

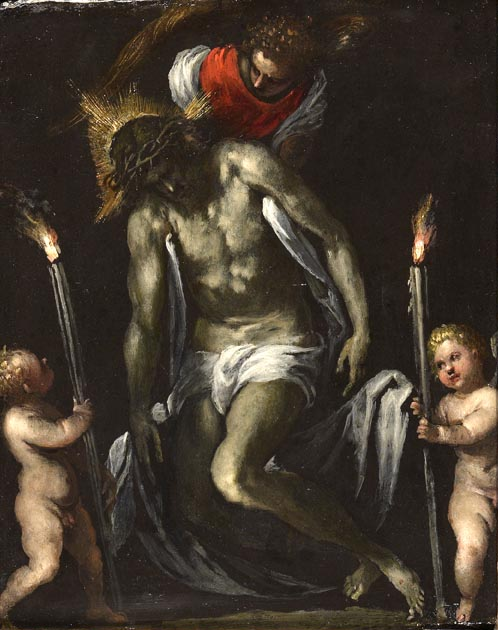
Palma młodszy, Chrystus podtrzymywany przez anioła, ok. 1600

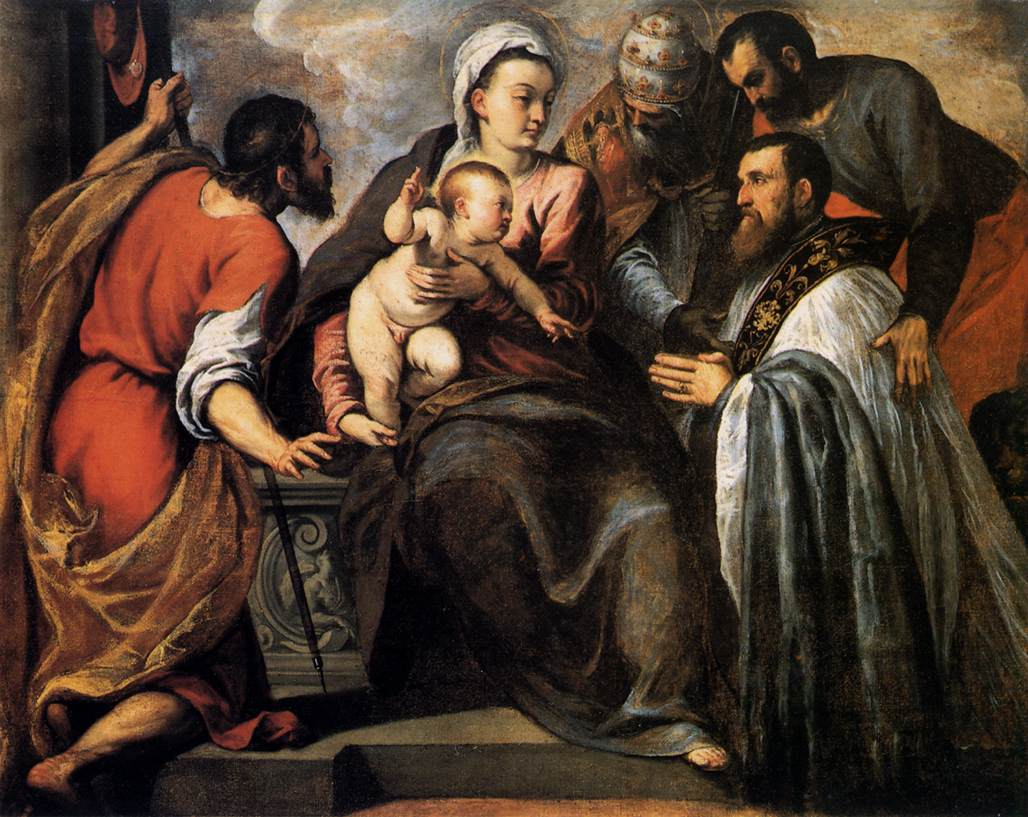
Palma młodszy, Proboszcz da Ponte przed Maryją Dziewicą, św. Markiem, św. Sylwestrem i św. Jakubem, 1580–1581

Prezbiterium zachowuje ogólny plan romański. Jest podniesione w stosunku do posadzki nawy. Prowadzące do niego schody wykonano z czerwonego marmuru z Werony. Na każdej ze ścian bocznych widnieje duży mural przedstawiający krzyż, z marmurowymi wykończeniami w stylu lombardzkim z początku XVI wieku. Przy posadzce znajduje się tablica upamiętniająca poświęcenie kościoła. Pod stropem zawieszony został XIV-wieczny, drewniany krucyfiks, udekorowany obrazami Paola Veneziano. Pierwotny ołtarz główny został rozebrany w 1960 roku i zastąpiony obecnym. W ołtarzu głównym znajduje się obraz Lorenza Lotta, Madonna z Dzieciątkiem i świętymi (znany też jako Najświętsza Maryja Panna z Dzieciątkiem pomiędzy Apostołami i Świętymi lub Madonna i czterej święci). Namalowany w 1546 roku zalicza się do arcydzieł weneckiego malarstwa renesansowego. Był ostatnim obrazem namalowanym przez Lotta w Wenecji, zanim ten opuścił ją w wyniku nieporozumień. Widniejąca poniżej płaskorzeźba Męczeństwo św. Jakuba z 1704 roku, przypisywana Giuseppe Torretto, stanowiła antepedium pierwotnego ołtarza. Z lewej strony prezbiterium stoi XIV-wieczny posąg Madonna Annunciata.

#### Kaplica w prawej apsydzie
Kaplica Najświętszego Sakramentu (Cappella del Santissimo Sacramento) została zbudowana w latach 1549–1604 i przebudowana w 1753 roku. W jej centrum znajduje się marmurowa balustrada z 1750 roku, pokryta polichromią. Kopułę kaplicy otacza drewniana balustrada, zgodnie ze schematem palladiańskim. Sklepienie kopuły zdobi duży, udekorowany stiukiem fresk, Anioły palące kadzidła, przypisywany między innymi Jacopowi Guaranie. W czterech pendentywach znajdują się freski Alessandra Varotari, przedstawiające czterech ewangelistów: św Łukasza, św. Marka, św. Mateusza i św. Jana. Sklepienie apsydy zdobi fresk Anioły pogrążone w boleści, zrealizowany w 1830 roku przez G. Paolettiego. Ołtarz ma kształt palladiańskiej świątyni, z sześcioma kolumnami podtrzymującymi wydatną kopułę, zwieńczoną posągiem Zbawiciela. Na drzwiczkach tabernakulum widnieje scena Chrystus konający w Ogrójcu (XIX wiek). Ściany kaplicy zdobią obrazy: po prawej, u góry – Biczowanie Tizianella; po lewej, u góry: Ecce Homo Giulia Del Moro) i poniżej – dwa płótna Palmy młodszego: Via Crucis i Złożenie do grobu.

#### Nowa zakrystia
Nowa zakrystia, położona na prawo kaplicy Najświętszego Sakramentu, została zbudowana w 1903 roku na terenie dawnej Scholi Devozion De San Giacomo, którą w tym celu wyburzono. Na stropie zakrystii znajduje się pięć obrazów Paola Veronese, namalowanych w 1577 roku dla Scholi Devozion del Santissimo Sacramento: w centrum Alegoria wiary, a w jej narożnikach cztery tonda, przedstawiające Doktorów Kościoła zachodniego: św. Grzegorza Wielkiego, św. Hieronima, św. Augustyna i św. Ambrożego. Z prawej strony wejścia jest obraz Ofiarowanie Jezusa w świątyni z 1771 roku, autorstwa Francesca Zugna, po przeciwnej stronie – Madonna ze świętymi Janem i Mikołajem, Francesca Bassana z 1570 roku. Nad drzwiami wisi obraz: Niepokalana ze św. Anną, św. Joachimem, św. Antonim Padewskim, św. Józefem i św. Franciszkiem Salezym, namalowany w 1734 roku przez Giovanniego Battistę Cromera. Na przedniej ścianie znajdują się obrazy: Wesele w Kanie, przypisywany Palmie młodszemu oraz Kazanie św. Jana Chrzciciela Francesca Bassano z 1570 roku, a na ścianie lewej: Agonia Chrystusa w Ogrójcu Tizianella i Obmycie nóg, autorstwa Melchiorre Colonny.

#### Kaplica w lewej apsydzie
Kaplica Matki Bożej Bolesnej (Cappella dell’Addolorata), w stylu barokowym, została rozbudowana w latach 1621–1624 przez braci Contin na zamówienie scholi Devozion de l’Annunciata. Na prawej ścianie znajdują się monochromatyczne obrazy Daniel i Dawid (1532), przypisywane Gualtierowi Padovano, zdobiące pierwotnie rewers drzwi starych organów, zaś na lewej – również monochromatyczne obrazy Św. Jan Ewangelista i Św. Jakub z laską pielgrzyma (1532), przypisywane Andrei Schiavone, zdobiące pierwotnie awers drzwi starych organów. W ołtarzu jest obraz Matka Boża Bolesna między płaczącymi aniołami z 1770 roku, pędzla Lorenza Gramicci. Nad wejściem widnieje relief Madonna z Puttem i donatorem, z początku XV wieku.

#### Stara zakrystia
Niewielka rozmiarami stara zakrystia pochodzi z XVI wieku. Zdobi ją 9 obrazów Palmy młodszego z lat 1580–1581: na stropie – Eucharystia adorowana przez czterech ewangelistów oraz na ścianach – Baranek Wielkanocny, Chrystus złożony do grobu, Przejście przez Morze Czerwone, Proboszcz da Ponte przed Maryją Dziewicą, św. Markiem, św. Sylwestrem i św. Jakubem, Wąż z brązu, Zbieranie manny, Eliasz nakarmiony przez anioła, Ukrzyżowanie z Maryją i św. Janem.

#### Lewy transept
W lewym transepcie znajduje się kaplica św. Wincentego Męczennika (Cappella di San Lorenzo Martire). Kult tego świętego istniał w tej kaplicy od 1434 roku. W jej ołtarzu umieszczony został obraz Św. Wawrzyniec, św. Julian i św. Prosper, autorstwa Paola Veronese, namalowany około 1581 roku na zamówienie Laury Barbarigo, wdowy po Giacomo Malipiero. Na prawej ścianie jest obraz Św. Wawrzyniec wspomagający ubogich, zaś na lewej – Męczeństwo św. Wawrzyńca, oba pędzla Palmy młodszego.

#### Lewa nawa
Ambona, umieszczona między lewym transeptem, a pierwszą kolumną, pochodzi z 1581 roku. Ma kształt dużego ośmiobocznego kielicha, wspartego na bazie. Ścianki ambony zdobią marmurowe motywy geometryczne, wyrzeźbione w marmurze. Baptysterium zostało zbudowane w 1566 roku. Prowadzący do niego portal wieńczy XVI-wieczny tympanon z herbem zleceniodawcy, proboszcza Da Ponte. W baptysterium znajduje się XVI-wieczna chrzcielnica, wykonana z czerwonego marmuru z Werony. Na ścianie nawy widnieje obraz Cud św. Jakuba, wskrzeszającego koguta, autorstwa Antonia Palmy.

#### Prawy transept
Po prawej stronie znajduje się odsłonięta ściana wcześniejszego kościoła i dwie kolumny, różniące się od pozostałych, w tym jedna, w kolorze verde antico, z kapitelem w porządku jońskim, która przypuszczalnie została w 1204 roku zabrana z Bizancjum, a którą później podziwiali John Ruskin i Gabriele D’Annunzio. Ołtarz św. Antoniego, zbudowany został w 1764 roku; jego autorstwo przypisuje się G. Massariemu. W ołtarzu umieszczony jest obraz Madonna z Dzieciątkiem w chwale ze św. Antonim, św Józefem, św. Jakubem, św. Wawrzyńcem i św. Sebastianem, namalowany w 1764 roku przez Giovanniego Battistę Pittoniego. Antepedium ołtarza zdobią motywy geometryczne i umieszczony centralnie krzyż z polichromowanego marmuru. Na tylnej ścianie znajduje się obraz Rozmnożenie chleba i ryb, z 1614 roku, przypisywany Palmie młodszemu oraz statuetka anonimowego twórcy z połowy XIII wieku, Madonna w modlitwie.

#### Prawa nawa
Barokowy ołtarz Madonny umieszczono w prawej nawie w 1832 roku, przenosząc go z innego, zlikwidowanego kościoła. Ustawiono na nim drewniany, XV-wieczny posąg Madonny. W antepedium znajduje się płaskorzeźba Madonna Różańcowa, dzieło anonimowego twórcy. Ścianę nawy zdobią obrazy: Ukrzyżowanie i św. Maria Magdalena i Ostatnia Wieczerza, oba autorstwa anonimowych twórców. Na ścianie tylnej, z prawej strony wejścia znajduje się najbardziej osobliwy obraz w kościele, Cud Dziewicy, namalowany przez Gaetana Zompiniego w XVIII wieku. Obraz ukazuje człowieka, który podbiegł i zaatakował procesję pogrzebową Maryi, po czym został cudownie rzucony na ziemię, zaś jego oderwane ręce pozostały przy trumnie. Obok niego jest obraz Chrystus podtrzymywany przez anioła, autorstwa Palmy młodszego z około 1600 roku.

#### Wewnętrzna ściana fasady

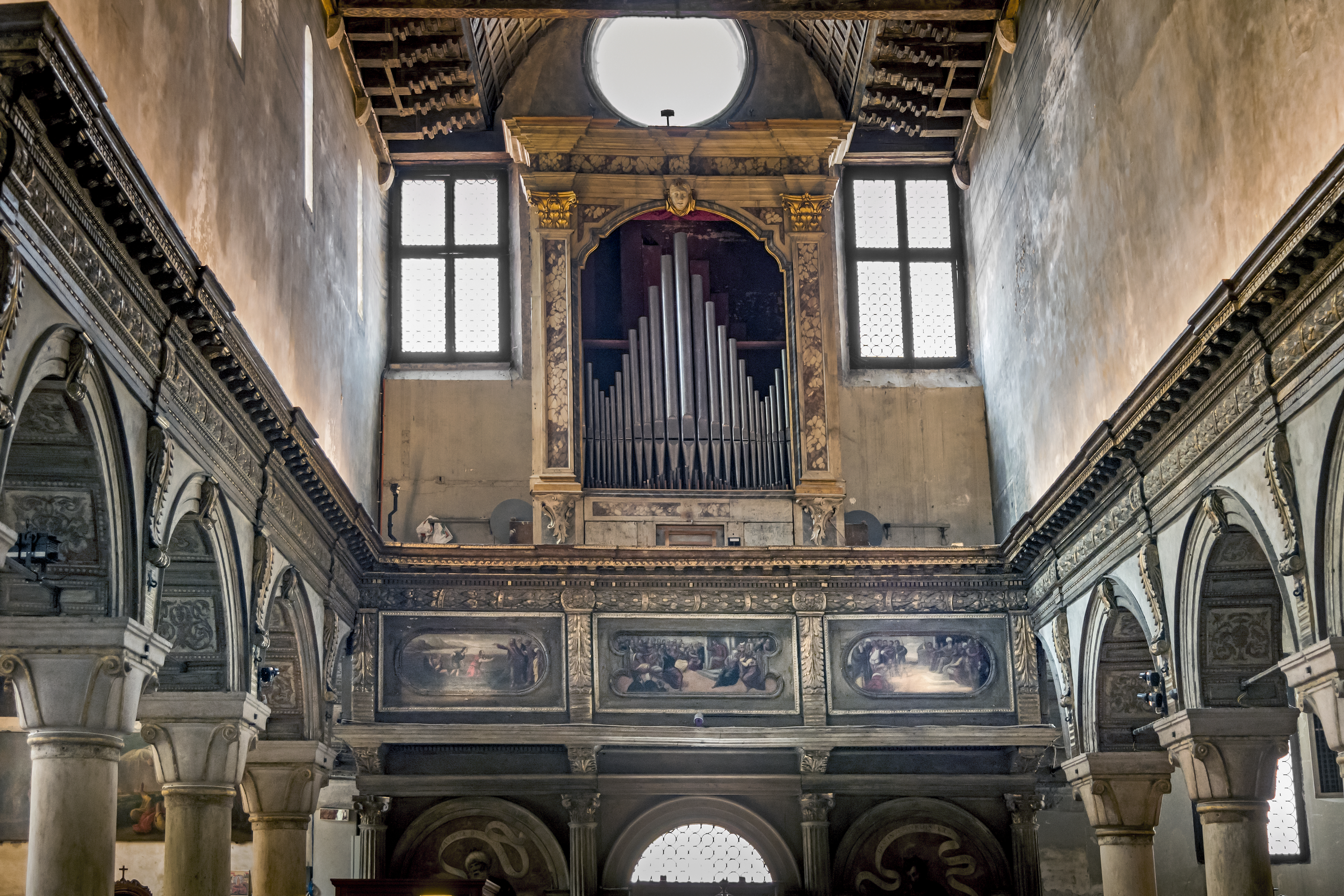
Prospekt organowy

Na wewnętrznej ścianie fasady znajdują się organy, dzieło Gaetana Callida, ukończone w 1776 roku. Emporę muzyczną zdobią trzy obrazy, od lewej: Powołanie Apostołów, Rozmowa Jezusa z uczonymi w świątyni i Męczeństwo św. Jakuba (wszystkie autorstwa Andrei Schiavone). Pod nimi, po obu stronach wejścia znajdują się obrazy przedstawiające proroka Dawida, również autorstwa Schiavone. Wokół postaci widnieją napisy: „laudate deum in chordis et organo” (po prawej stronie) i „laudate Dominum in tympano et choro” (po lewej).